# Amfitheater van El Djem
Het amfitheater van El Djem, ook bekend als het Colosseum van Thysdrus, is een Romeins amfitheater in de Tunesische stad El Djem. Het is naar grootte het vierde Romeinse amfitheater ter wereld, na het Colosseum in Rome, het amfitheater van Capua en de Arena van Verona.
Op de plaats van het huidige El Djem lag in de oudheid de stad Thysdrus. De inwoners waren zeer welvarend en hadden al een ouder amfitheater in de stad, dat ze echter te klein vonden. Rond 238 werd het nieuwe amfitheater gebouwd, waarschijnlijk in opdracht van Gordianus, de proconsul van de provincie Africa, die later dat jaar voor korte tijd keizer zou worden.
Het amfitheater heeft een oppervlakte van 147,9 bij 122 meter en was daarmee een van de grootste amfitheaters van het Romeinse Rijk. Er konden ongeveer 35.000 bezoekers in plaatsnemen. De arena meet 64,5 bij 38,8 meter. Onder de arena lopen twee tunnels. Via luiken in de vloer konden wilde beesten met liften de arena in gebracht worden. Delen van waterleidingen en tanks waarin regenwater werd opgeslagen om de beesten van drinken te voorzien, zijn nog intact.
Het amfitheater bleef vermoedelijk tot aan het einde van de 17e eeuw redelijk intact. Daarna braken de lokale bewoners grote delen van de tribunes af om de stenen te kunnen hergebruiken bij de bouw van de stad El Djem. Het gebouw staat sinds 1979 op de werelderfgoedlijst van UNESCO.
Van het oudere amfitheater van Thysdrus zijn ook nog fundamenten bewaard gebleven.